# Copa da Escócia de 1996–97
A Copa da Escócia de 1996-97 foi a 112º edição do torneio mais antigo do futebol da Escócia. O campeão foi o Kilmarnock F.C., que conquistou seu 3º título na história da competição ao vencer a final contra o Falkirk F.C., pelo placar de 1 a 0.

## Premiação
| Copa da Escócia de 1996-97          |
| Escócia                             |
| ----------------------------------- |
| Kilmarnock F.C. Campeão (3º título) |